# Řecké referendum o záchranném programu 2015

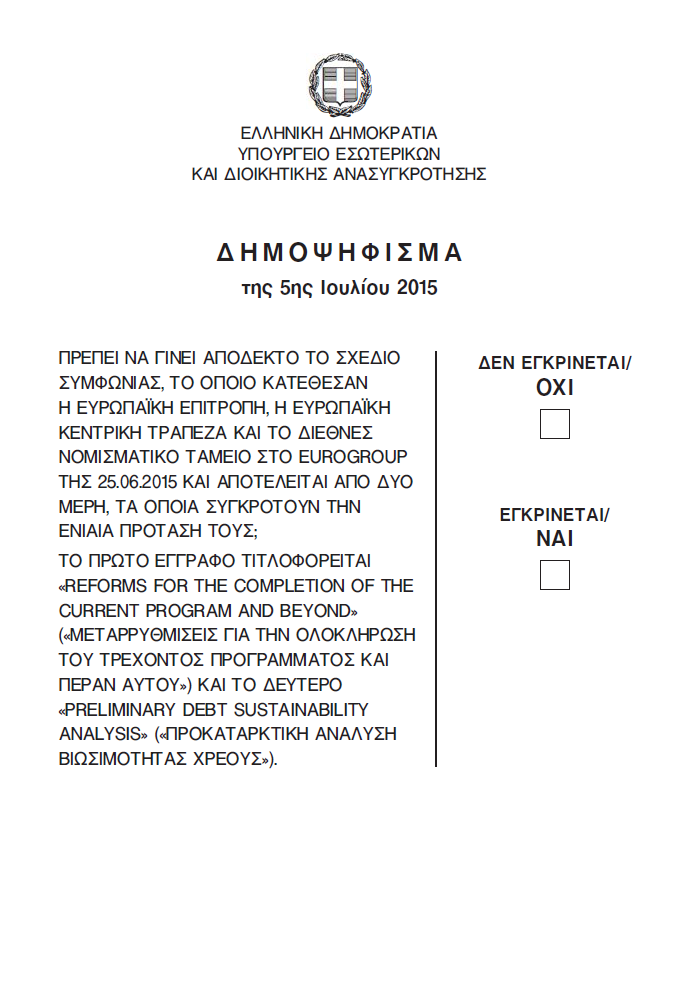
Hlasovací lístek pro řecké referendum o záchranném programu 2015.

Řecké referendum o záchranném programu 2015 či také referendum o přijetí návrhů mezinárodních věřitelů na řešení řecké dluhové krize je referendum ze dne 5. července 2015, které vyhlásil řecký premiér Alexis Tsipras jako výsledek neúspěšných jednání mezi řeckou vládní koalicí stran SYRIZA a Nezávislí Řekové a mezinárodními institucemi, které tvořily Evropská unie (EU), Mezinárodní měnový fond (MMF) a Evropská centrální banka (ECB). Řekové v něm hlasovali o přijetí návrhu mezinárodních věřitelů ze dne 25. června 2015. Referendum bylo součástí řešení dlouhodobé dluhové krize.
V referendu se Řekové rozhodli odmítnout návrhy mezinárodních věřitelů (61,31 % hlasujících), pro návrhy bylo 38,69 % (z platných hlasů). Účast v referendu byla 62,50 % oprávněných voličů.

## Pozadí
Referendum vyhlásil premiér Alexis Tsipras (SYRIZA) překvapivě dne 27. června 2015 bez jakékoliv dřívější snahy o debatu. Příštího dne, 28. června, referendum schválil parlament a potvrdil prezident Prokopis Pavlopulos. V parlamentu pro referendum hlasovalo 178 poslanců (ze Syrizy, Nezávislých Řeků a opozičního Zlatého úsvitu), proti bylo 120 poslanců z dalších opozičních stran, dva poslanci se zdrželi.
Jedná se o první celostátní referendum v Řecku od roku 1974, kdy Řekové zrušili monarchii.
Dne 3. července 2015 rozhodoval řecký nejvyšší správní soud o stížnosti na konání referenda, kterou podali dva řečtí občané. Soud ve zrychleném jednání rozhodl, že referendum nijak neporušuje zákony a proto se může konat ve stanoveném termínu.

## Otázka referenda
Otázka referenda byla netradičně dlouhá a relativně složitá. Její celé znění v češtině znělo: „Měl by být přijat návrh dohody předložený 25. června euroskupině Evropskou komisí, Evropskou centrální bankou a Mezinárodním měnovým fondem, sestávající ze dvou částí tvořících celý návrh? První dokument nese název ‘Reforms for the completion of the current programme and beyond’ (Reformy nutné pro dokončení nynějšího programu a pro další období) a druhý ‘Preliminary debt sustainability analysis’ (Předběžná analýza dluhové udržitelnosti)“.
Kontroverzní se stala i podoba odpovědí na hlasovacím lístku. Netradičně byla první v pořadí uvedena možnost „Neschvaluji (ne)“ a až poté „Schvaluji (ano)“. I samotné zvolení slov schvaluji a neschvaluji bylo považováno za nestandardní a matoucí.

## Kampaně

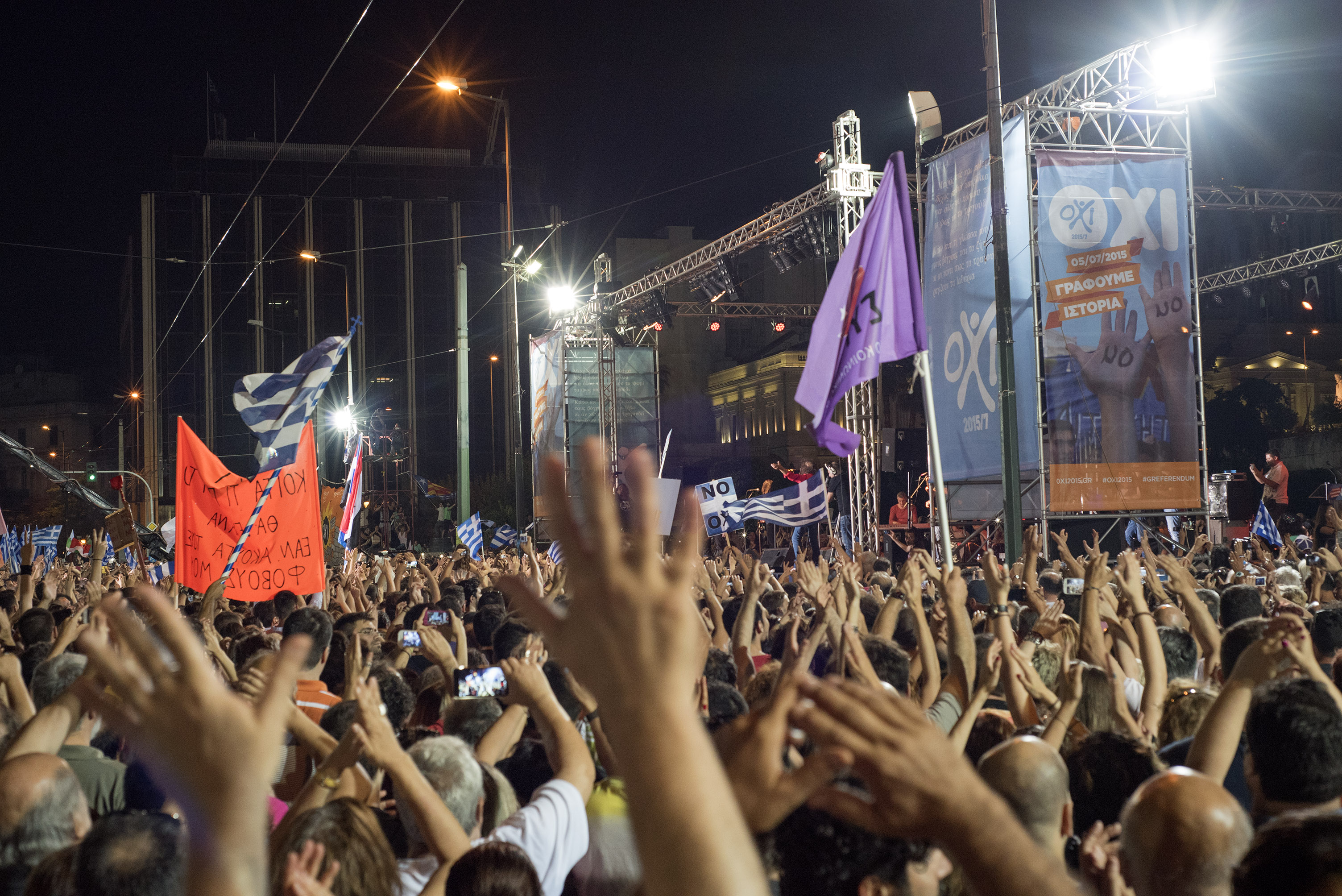
Manifestace ze dne 3. července 2015 na podporu volby „NE“. Náměstí Syntagma, Atény.

Premiér Alexis Tsipras i další vládní představitelé se veřejně vyjádřili za odmítnutí návrhů věřitelů. Naopak opoziční politické strany se vyjádřily proti referendu a pro jednání s mezinárodními věřiteli. Vláda dne 30. června 2015 spustila informační web k otázce referenda. Informace na něm byly dostupné v řečtině a angličtině. Dne 1. července 2015 Tsipras v televizním projevu potvrdil konání referenda a jménem vlády se znovu vyjádřil pro odmítnutí návrhů věřitelů. Současně uvedl, že referendum nepojednává o vystoupení z eurozóny. Řecký ministr financí Janis Varufakis spojil s výsledkem referenda svůj osud ve vládě, již 2. července oznámil, že pokud voliči přijmou návrhy věřitelů, podá demisi.
Šéfka Mezinárodního měnového fondu Christine Lagardeová prohlásila, že referendum se stalo neplatným s vypršením termínu nezaplacené splátky, tedy 30. června 2015. Původní návrh, o kterém Řekové hlasovali, tak již nebyl platný. Francouzský premiér Manuel Valls prohlásil, že referendum je svobodnou záležitostí Řeků, ale že v případě odmítnutí úspor je odchod Řecka z eurozóny reálný. Český premiér Bohuslav Sobotka (ČSSD) označil referendum za nesmyslné, alibistické a špatně načasované.
Dne 3. července 2015 se současně konaly manifestace příznivců i odpůrců dohod s mezinárodními věřiteli. Na podporu přijetí návrhů mezinárodních věřitelů se na aténském stadionu z konce 19. století sešlo okolo 23 000 lidí, naopak odpůrců návrhů mezinárodních věřitelů se na aténském náměstí Syntagma sešlo okolo 30 000. Druhou akci svou přítomností podpořili i premiér Tsipras nebo předsedkyně parlamentu Zoi Konstantopuluová.
Kampaně skončily 4. července 2015 v souladu se zákonem o zákazu vedení kampaní a zveřejňování průzkumů jeden den před volbami (či hlasováním v referendu). Téhož dne řecké deníky To Vima, To Proto Thema, Eleftheros Typos a RealNews vyzvaly své čtenáře k přijetí návrhů věřitelů, naopak list I Avgi vyzval k odmítnutí návrhů.

## Průzkumy mínění
| Datum                           | Agentura/Zdroj                | Ne                           | Ano            | Nevím / Jiné | Počet respondentů |        |       |
| ------------------------------- | ----------------------------- | ---------------------------- | -------------- | ------------ | ----------------- | ------ | ----- |
| Datum                           | Agentura/Zdroj                | 28. 6. (Před uzavřením bank) | ProRata, Efsyn | 57,0 %       | 30,0 %            | 13,0 % | 1 200 |
| 29. – 30. 6. (Po uzavření bank) | 46,0 %                        | 37,0 %                       | ProRata, Efsyn | 17,0 %       |                   |        | 1 200 |
| 29. – 30. 6.                    | Focus FM                      | 40,2 %                       | 37,0 %         | 22,8 %       | 1 071             |        |       |
| 30. 6.                          | Palmos Analysis               | 51,5 %                       | 37,0 %         | 11,5 %       |                   |        |       |
| 30. 6.                          | GPO                           | 43,2 %                       | 47,1 %         | 9,6 %        | 1 000             |        |       |
| 30. 6. – 1. 7.                  | ALCO, Ethnos                  | 43,4 %                       | 44,8 %         | 11,8 %       | 1 000             |        |       |
| 30. 6. – 2. 7.                  | Public issue, AVGI            | 43,0 %                       | 42,5 %         | 14,5 %       | 1 053             |        |       |
| 30. 6. – 3. 7.                  | Ipsos                         | 43,0 %                       | 44,0 %         | 13,0 %       | 1 001             |        |       |
| 2. 7.                           | UMRI, Bloomberg               | 43,0 %                       | 42,5 %         | 14,5 %       | 1 042             |        |       |
| 1. – 3. 7.                      | ALCO, Protothema              | 41,1 %                       | 41,7 %         | 17,2 %       | 1 400             |        |       |
| 1. – 3. 7.                      | GPO, Mega TV                  | 44,1 %                       | 43,7 %         | 12,2 %       | 2 453             |        |       |
| 2. – 3. 7.                      | Metron Analysis, Parapolitika | 46,0 %                       | 47,0 %         | 7,0 %        | 3 612             |        |       |

Exit polls a průzkumy z 5. července:
Po ukončení referenda dne 5. července 2015 v 18:00 všechny velké řecké televizní stanice zveřejnily aktuální průzkumy či exit polls. Všechny poukazovaly na těsnou výhru „NE“, tedy odpůrců návrhů věřitelů. Rozsah podpory se dle nich u „NE“ pohyboval mezi 49 % až 54,5 %, naopak u „ANO“ mezi 45,5 % až 51 %. Účast byla odhadnuta na 65 %.
| Datum | Agentura/Zdroj         | Ne         | Ano          | Nevím / Jiné | Počet respondentů |       |       |
| ----- | ---------------------- | ---------- | ------------ | ------------ | ----------------- | ----- | ----- |
| Datum | Agentura/Zdroj         | 4. – 5. 7. | GPO, Mega TV | 48,5 %       | 46,0 %            | 5,5 % | 2 000 |
| 5. 7. | Metron Analysis, ANT 1 | 49,0 %     | 46,0 %       | 5,0 %        | 2 000             |       |       |
| 5. 7. | Marc, Alpha TV         | 52,0 %     | 48,0 %       | 0 %          |                   |       |       |
| 5. 7. | MRB, Star Channel      | 51,5 %     | 48,5 %       | 0 %          | 2 000             |       |       |

## Výsledky

Procentuální výsledky obdržených hlasů pro „NE“ dle volebních obvodů.

### Celkové
| Volba                            | Hlasy     | %      |
| -------------------------------- | --------- | ------ |
| Nesouhlasím (Ne)                 | 3 558 450 | 61,31  |
| Souhlasím (Ano)                  | 2 245 537 | 38,69  |
|                                  |           |        |
| Platné hlasy                     | 5 803 987 | 94,20  |
| Neplatné nebo nevyplněné hlasy   | 357 153   | 5,80   |
| Celkem                           | 6 161 140 | 100,00 |
| Registrovaní voliči              | 9 858 508 | 62,50  |
|                                  |           |        |
| Zdroj: Řecké Ministerstvo vnitra |           |        |

### Regiony
| Region                           | Volba Ne (%) | Volba Ano (%) |       |
| -------------------------------- | ------------ | ------------- | ----- |
| Region                           | Attika       | 59,70         | 40,30 |
| Epirus                           | 59,18        | 40,82         |       |
| Jižní Egeis                      | 63,99        | 36,01         |       |
| Jónské ostrovy                   | 67,74        | 32,26         |       |
| Kréta                            | 69,87        | 30,13         |       |
| Peloponés                        | 57,34        | 42,66         |       |
| Severní Egeis                    | 61,31        | 38,69         |       |
| Střední Makedonie                | 59,91        | 40,09         |       |
| Střední Řecko                    | 64,27        | 35,73         |       |
| Thesálie                         | 62,29        | 37,71         |       |
| Východní Makedonie a Thrákie     | 59,80        | 40,20         |       |
| Západní Makedonie                | 60,17        | 39,83         |       |
| Západní Řecko                    | 65,14        | 34,86         |       |
| Zdroj: Řecké Ministerstvo vnitra |              |               |       |

## Důsledky referenda
V noci dne 5. července, po sečtení většiny hlasů, rezignoval předseda opoziční politické strany Nová demokracie Antonis Samaras. Samaras byl silným zastáncem dohody s mezinárodními věřiteli. V téže době předseda Evropské rady Donald Tusk svolal summit eurozóny na 7. července 2015. Tématem je otázka Řecka po konání referenda.
Dne 6. července se rozhodl rezignovat i řecký ministr financí Janis Varufakis (Syriza), který již dříve hodlal rezignovat, pokud by voliči podpořili návrhy mezinárodních věřitelů. Svůj odchod i přes výhru odpůrců dohody s věřiteli zdůvodnil vírou ve snazší vyjednávání pro řeckou vládu. Novým ministrem financí byl brzy poté jmenován hlavní vyjednávač Atén s mezinárodními věřiteli Euklidis Tsakalotos.
Od 12. července 2015 vedli představitelé Evropské měnové unie (EMU), především Angela Merkelová, François Hollande, Jean-Claude Juncker a Donald Tusk, v Bruselu jednání s ministerským předsedou Alexisem Tsiprasem o řešení řecké dluhové krize. Tsipras o tato jednání požádal bez ohledu na výsledek referenda z 5. července, protože se krize během několika dní vážným způsobem prohloubila. Dne 13. července 2015 bylo v Bruselu podepsáno předběžné ujednání mezi představiteli EMU a ministerským předsedou Tsiprasem o poskytnutí nových úvěrů ve výši zhruba 86 miliard eur (po odpočtu předpokládaného vlastního řeckého příspěvku jen 72 miliard eur) v rámci třetího záchranného programu s cílem dosáhnout v následujících třech letech restrukturalizaci státního dluhu země. V tom je započtena také částka 25 miliard eur na nezbytnou výpomoc pro opětné zprovoznění řeckého finančního systému, především bank. Potřebné úvěry by mohlo Řecko obdržet z prostředků Evropského stabilizačního mechanismu (EMS).